# Rondanina
Rondanina (Rondaninn-a in ligure) è un comune italiano di 58 abitanti della città metropolitana di Genova in Liguria. Per numero di abitanti è il comune meno popoloso del territorio metropolitano e della regione.

## Geografia fisica
Il territorio comunale è situato in alta val Trebbia, alle pendici dell'Appennino ligure, tra il torrente Cassigheno, affluente del fiume Trebbia e il lago artificiale del Brugneto, ad est di Genova.
L'abitato è dominato dal bric Rondanina (1340 m), caratterizzato da strati orizzontali di roccia calcarea, basamento impervio e scosceso su cui sorge il piccolo abitato storico. Altre vette del territorio sono il monte Maiada (1185 m), il monte Fracellana (1129 m) e il monte Sant'Anna (1055 m).
Il territorio fa parte del Parco naturale regionale dell'Antola, di cui ospita il museo della flora e della fauna.

## Storia

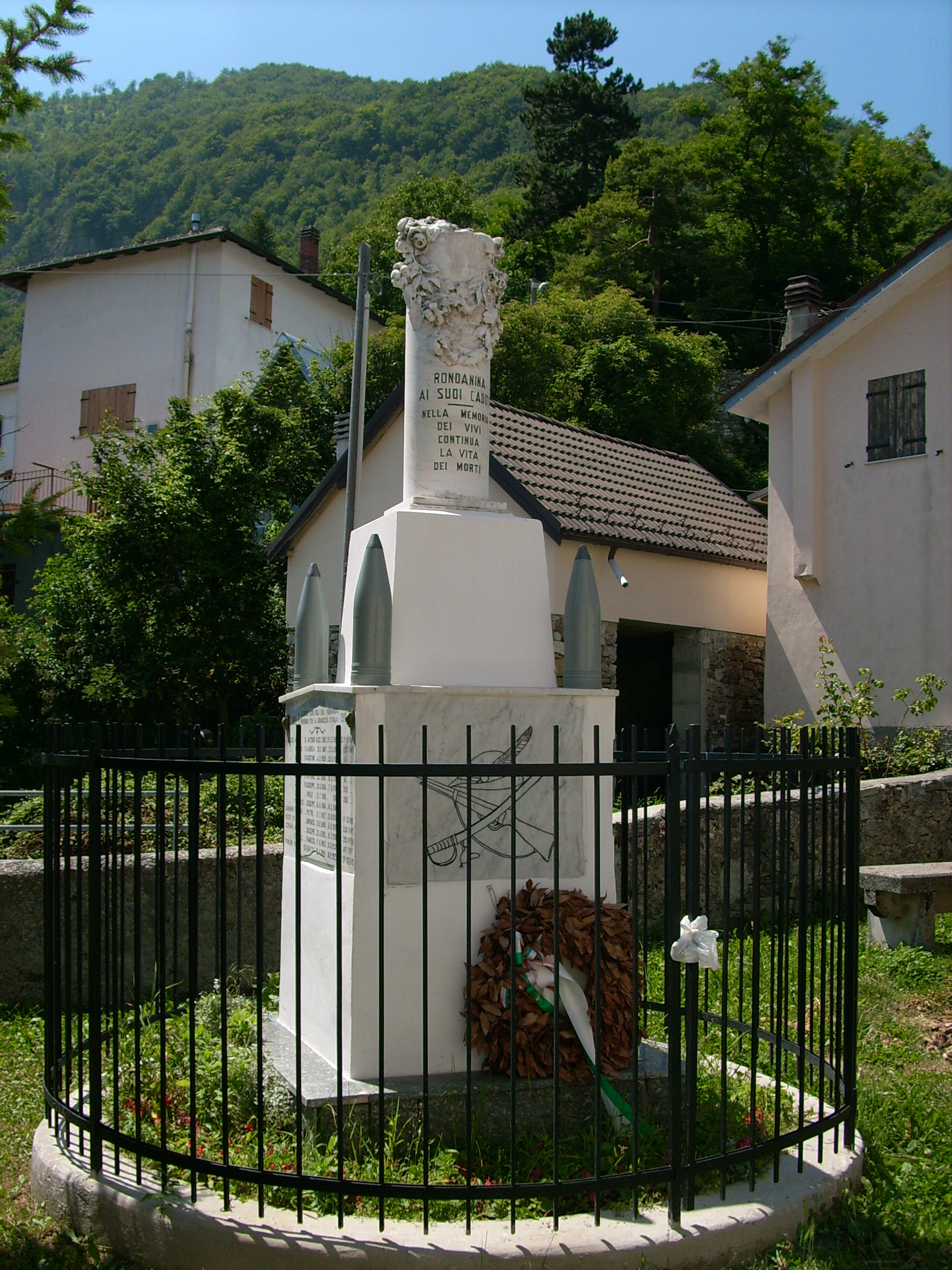
Il monumento ai caduti delle guerre

Lo sviluppo del primario borgo rondanello ha avuto origine a causa dell'emigrazione verso l'entroterra delle popolazioni costiere che cercavano terreni fertili da coltivare, oltreché una difesa contro gli attacchi dei pirati saraceni. Storicamente fu un importante centro di scambio commerciale, in quanto crocevia tra le principali valli del Genovesato (alta val Trebbia, alta valle Scrivia e val d'Aveto), il basso Piemonte (val Borbera) e la pianura Padana.
Con la costituzione dei Feudi imperiali, il borgo di Rondanina e centri vicini furono assoggettati, a partire dall'anno 1000, alla marca Obertenga della famiglia Malaspina. Dalla seconda metà del XIII secolo la proprietà passò ai conti Fieschi di Lavagna che dominarono il paese e la marca fino al 1547. Fu a seguito della tentata congiura di Gianluigi Fieschi verso il potere della Repubblica di Genova che portò alla sottrazione del feudo alla famiglia fliscana e, per diploma dell'imperatore Carlo V, il conseguente passaggio di proprietà verso la famiglia genovese Doria, e quindi la repubblica genovese.
Nel 1797, con la dominazione francese di Napoleone Bonaparte, rientrò dal 2 dicembre nel dipartimento dei Monti Liguri Orientali, con capoluogo Ottone, all'interno della Repubblica Ligure. Dal 28 aprile del 1798, con i nuovi ordinamenti francesi, Rondanina rientrò nell'VIII cantone, come capoluogo, della giurisdizione dei Monti Liguri Orientali e dal 1803 centro principale del IV cantone della Trebbia nella giurisdizione dell'Entella. Il 27 maggio dello stesso anno fu invece inserito nel VII cantone di Torriglia nella giurisdizione del Centro. Annesso al Primo Impero francese, dal 13 giugno 1805 al 1814 venne compreso nel dipartimento di Genova aggregato alla giurisdizione di Bobbio.
Nel 1815 fu inglobato nel Regno di Sardegna, sotto la provincia di Bobbio, secondo le decisioni del congresso di Vienna del 1814, e successivamente nel Regno d'Italia dal 1861. Dal 1859 al 1923 il territorio fu compreso nel circondario di Bobbio della provincia di Pavia.
Con la soppressione del circondario bobbiese, il regio decreto n° 1726 datato 8 luglio 1923 stabilì il passaggio di Rondanina nell'allora provincia di Genova.
Il 17 luglio del 1908 si verificò un violento nubifragio con una piena straordinaria della Trebbia che devastò case e campagne soprattutto nel territorio del mandamento bobbiese di Ottone e fra i confini delle provincie di Genova e Pavia, con gravi danni nell'abitato di Gorreto, distruggendo cinque ponti lungo la statale 45 interrompendo le comunicazioni stradali fra Ottone e Torriglia, e la linea telegrafica fra Bobbio e Genova; danni ed allagamenti anche nel piacentino a Rivergaro e a Sant'Antonio a Trebbia nei pressi di Piacenza. Distruzioni imponenti e danni più ingenti si verificarono, invece, con l'alluvione che colpì la val Trebbia il 19 settembre 1953.
Dal 1973 al 31 dicembre 2008 ha fatto parte della Comunità montana Alta Val Trebbia e, con le nuove disposizioni della Legge Regionale n° 24 del 4 luglio 2008, ha fatto parte fino al 2011 della Comunità montana delle Alte Valli Trebbia e Bisagno.
Dal 2014 al 2024 ha fatto parte dell'Unione dei comuni montani dell'Alta Val Trebbia.

### Simboli
Stemma
Gonfalone

Lo stemma e il gonfalone sono stati concessi con il decreto del presidente della Repubblica del 1 gennaio 1999. 

## Monumenti e luoghi d'interesse

La chiesa parrocchiale di San Nicola di Bari a Rondanina

### Architetture religiose
- Chiesa parrocchiale di San Nicola di Bari, nel capoluogo, riedificata nel XIII secolo e ancora nel XVIII secolo.
- Cappella della Madonna della Guardia di Rondanina, piccola cappella poco sopra il paese al bivio dei sentieri per la Casa del Romano (Fascia) e del Bric Rondanina.
- Cappella di Sant'Anna, posta in località Sant'Anna sulla strada provinciale al bivio per Rondanina e Propata, edificata nell'ultimo decennio del XVI secolo.
- Cappelletta di Giardino, posta nel bosco dopo la frazione di Giardino.

### Architetture civili
Il rifugio Rondanina è collocato nella piazza principale di Rondanina, di fronte al municipio, a un'altitudine di 1.000 m s.l.m. e a 9 km dalla strada statale 45 di Val Trebbia. È in posizione aperta e panoramica. Porge sia sulla valle del torrente Cassingheno, sia verso il bric Rondanina (picco di 1340 m e a circa due ore di cammino dal rifugio).
Il rifugio si trova al primo piano di un antico edificio (ex canonica) ristrutturato grazie ad un contributo dell'Ente Parco dell'Antola, che al piano terra ospita il museo del Lupo del Parco dell'Antola, con annesso centro visitatori e la piccola biblioteca comunale. Confina con la parrocchiale di San Nicola di Bari.

## Società

### Evoluzione demografica
Abitanti censiti

### Etnie e minoranze straniere
Secondo i dati Istat al 31 dicembre 2022, i cittadini stranieri residenti a Rondanina sono 1.

## Cultura

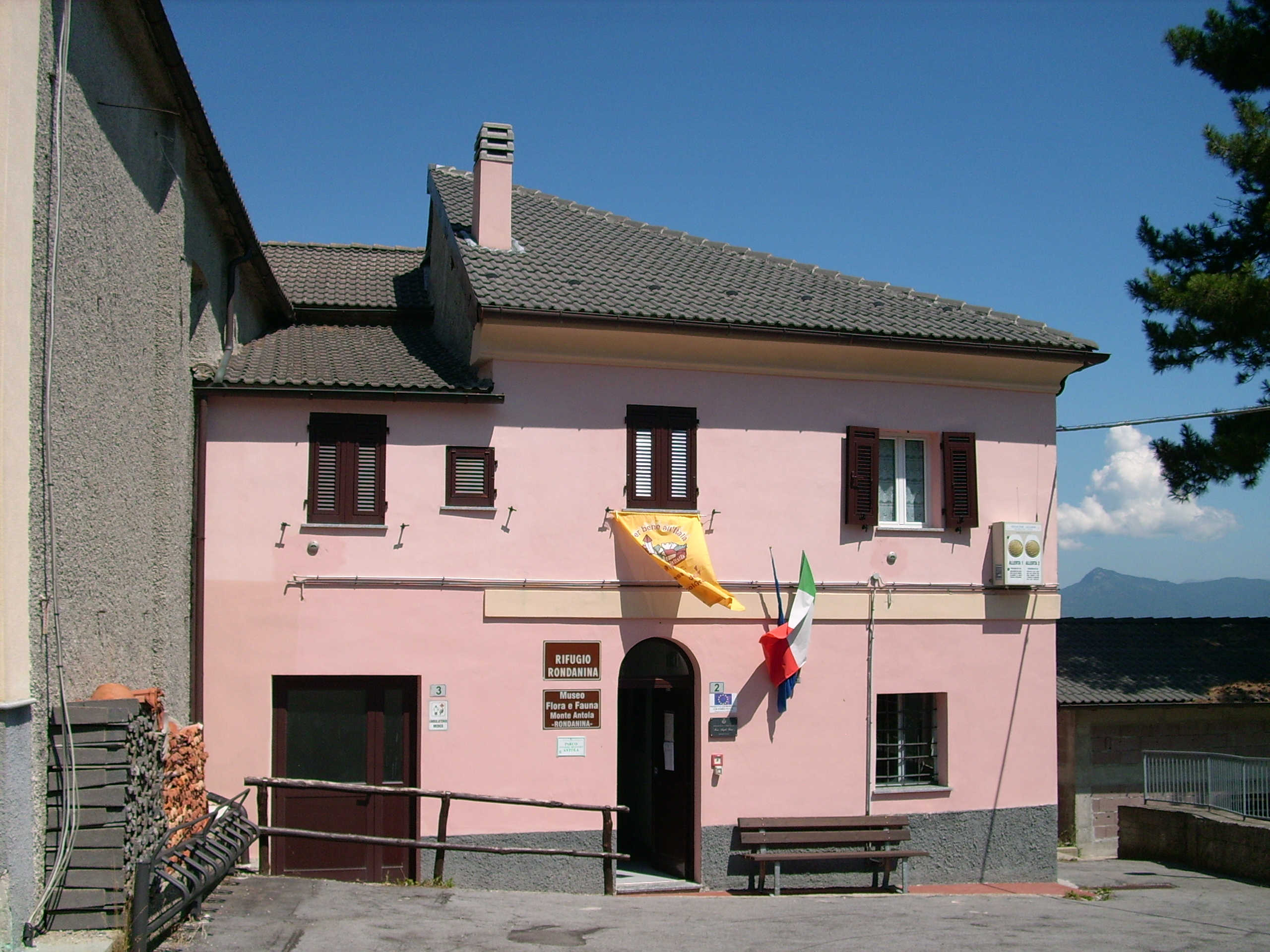
Il Rifugio Rondanina e il museo della Flora e Fauna del monte Antola

### Istruzione

#### Musei
Il museo, dedicato alla flora e alla fauna del parco dell'Antola grazie a un contributo dell'Ente Parco, è stato inaugurato con il "Rifugio Rondanina" il 5 maggio del 2001. Gli spazi espositivi sono ubicati presso il piano terra dell'ex canonica della chiesa parrocchiale di San Nicola di Bari. La collezione comprende l'esposizione di tronchi d'albero e piante della zona del massiccio dell'Antola, nonché una vasta collezione di rocce, minerali e animali imbalsamati.

## Geografia antropica

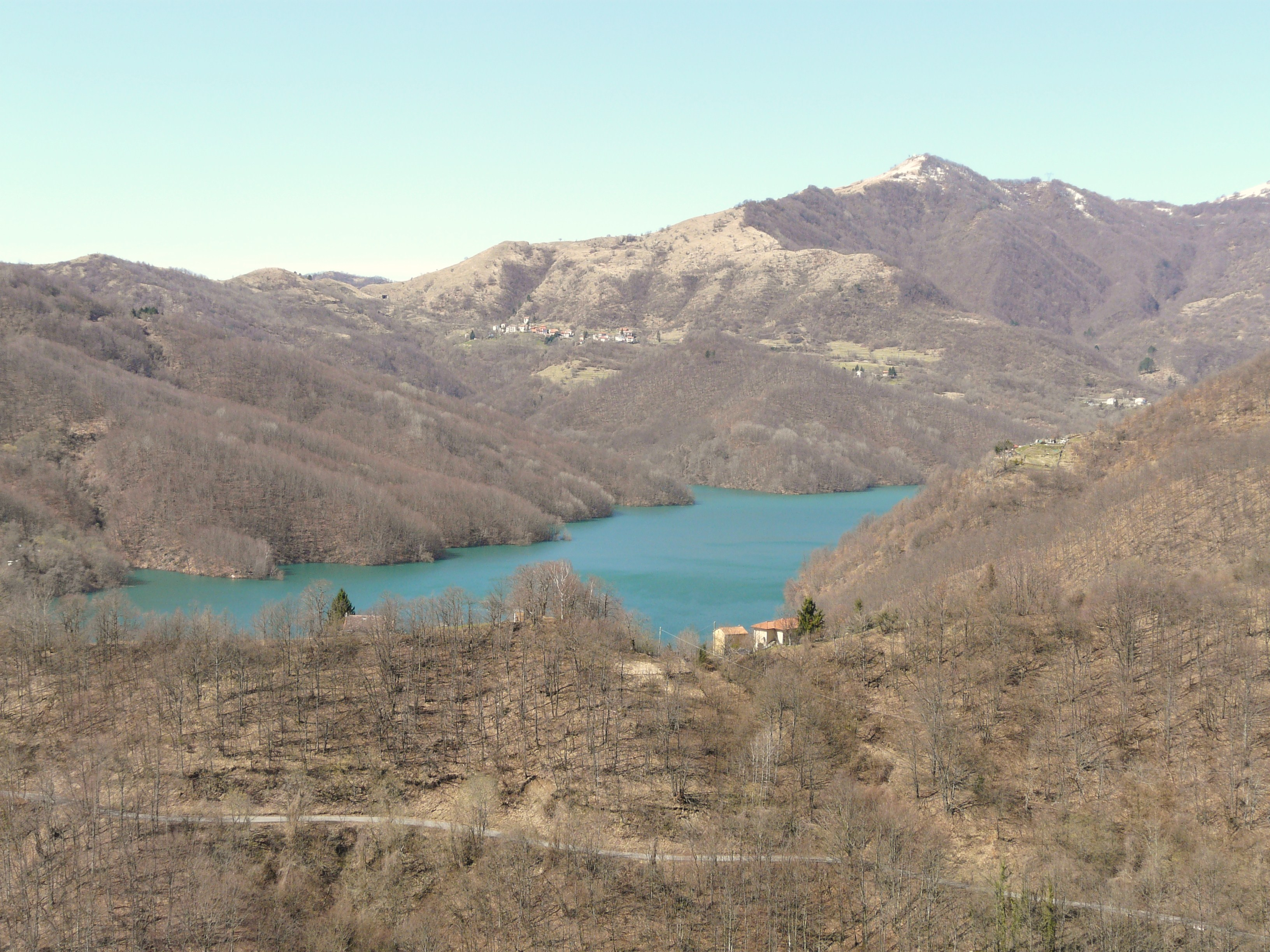
Il lago artificiale del Brugneto

Il territorio comunale è costituito, oltre il capoluogo, dalle sette frazioni di Conio Avena, Costalunga, Fontanasse, Giardino, Gorreto dei Ballini, Maiada e Retezzo per un totale di 12,81 km2.
Confina a nord e nord-est con il comune di Fascia, a sud e sud-ovest con Torriglia e a sud-est con Montebruno, ad ovest con Propata e Torriglia e ad est con Fascia e Montebruno.

### Frazioni
Maiada è una frazione attualmente disabitata, mentre le frazioni di Retezzo e Fontanasse si affacciano sulle acque del lago artificiale del Brugneto, creato con la costruzione di una diga che rifornisce Genova e i suoi dintorni di acqua.

## Economia
Tra le principali attività economiche del paese permane l'attività agricola con produzione e coltivazione di ortaggi, frutta e foraggi; sono altresì praticate la raccolta delle castagne e l'allevamento del bestiame.

## Infrastrutture e trasporti

### Strade
Il centro di Rondanina è raggiungibile da un'unica diramazione che diparte dalla strada provinciale 15 del Brugneto, quest'ultima collegante Torriglia con Montebruno; non esistono, ad oggi, ulteriori alternative stradali.

### Mobilità urbana
Dal comune di Torriglia un servizio di trasporto pubblico locale gestito dall'AMT garantisce quotidiani collegamenti bus con Rondanina e per le altre località del territorio comunale.

## Amministrazione

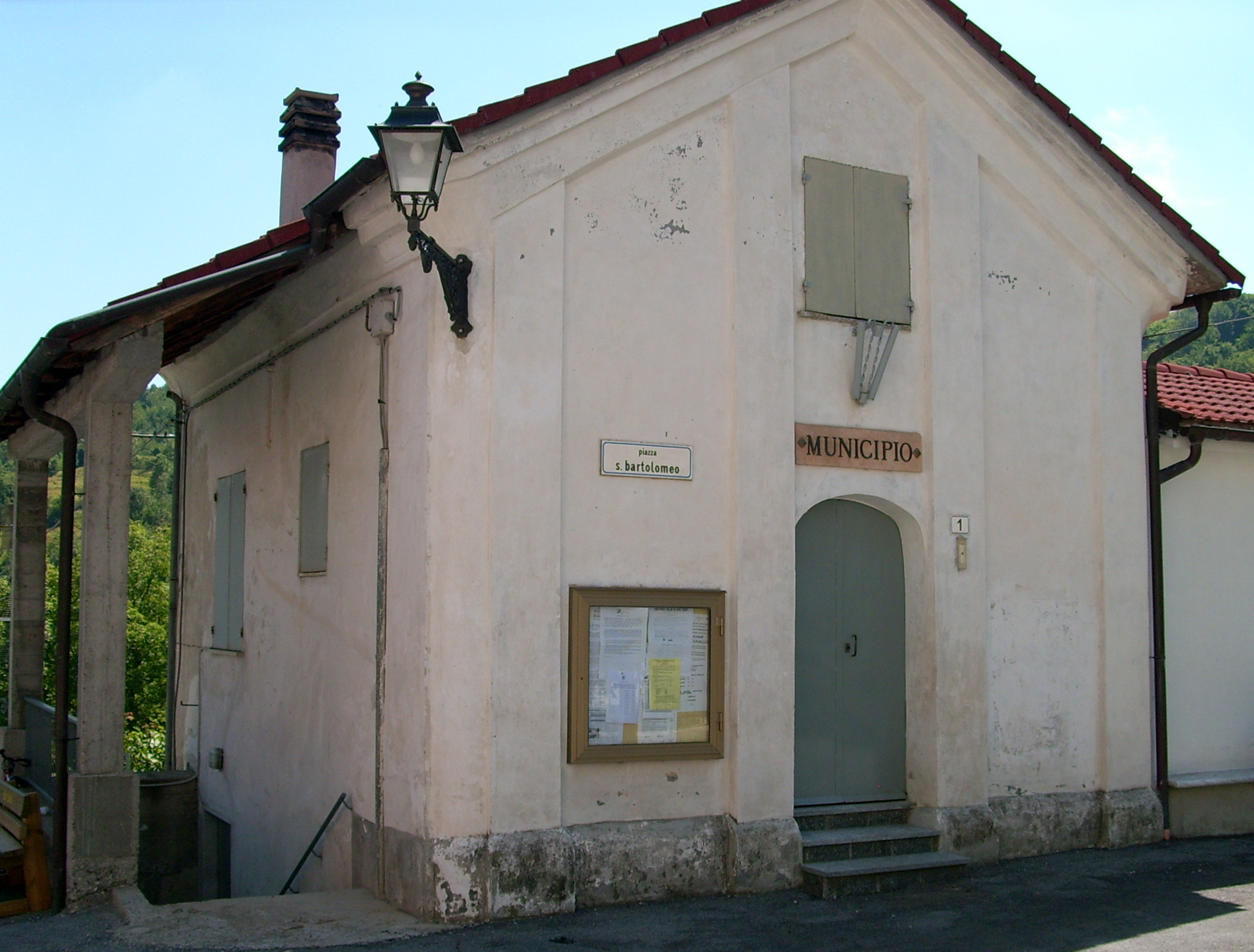
Il municipio

| Periodo          | Periodo          | Primo cittadino                | Partito                                                    | Carica      | Note   |
| ---------------- | ---------------- | ------------------------------ | ---------------------------------------------------------- | ----------- | ------ |
| 2 giugno 1985    | 21 maggio 1990   | Vittorio Sardo                 | DC                                                         | Sindaco     |        |
| 20 giugno 1990   | 26 ottobre 1991  | Gualtiero Biancolli            | Indipendente                                               | Sindaco     | [ 14 ] |
| 30 novembre 1991 | 24 aprile 1995   | Sandro Casazza                 | DC                                                         | Sindaco     |        |
| 24 aprile 1995   | 14 giugno 1999   | Gaetanino Giovanni Tufaro      | lista civica di centro                                     | Sindaco     |        |
| 14 giugno 1999   | 14 giugno 2004   | Gaetanino Giovanni Tufaro      | DS                                                         | Sindaco     |        |
| 14 giugno 2004   | 8 giugno 2009    | Arnaldo Mangini                | Uniti per Rondanina (lista civica di centro-sinistra)      | Sindaco     |        |
| 8 giugno 2009    | 25 maggio 2014   | Arnaldo Mangini                | Uniti per Rondanina (lista civica di centro-sinistra)      | Sindaco     |        |
| 26 maggio 2014   | 20 febbraio 2016 | Giovanni Gualberto Mangiarotti | Continuità per Rondanina (lista civica di centro-sinistra) | Sindaco     | [ 14 ] |
| 24 febbraio 2016 | 6 giugno 2016    | Arnaldo Mangini                | Continuità per Rondanina (lista civica di centro-sinistra) | Vicesindaco | [ 15 ] |
| 6 giugno 2016    | 18 ottobre 2021  | Arnaldo Mangini                | Rondine (lista civica di centro-sinistra)                  | Sindaco     |        |
| 18 ottobre 2021  | in carica        | Gaetanino Giovanni Tufaro      | Innovazione Progresso Rondanina (lista civica)             | Sindaco     |        |